# Chamaemyia bicolor
Chamaemyia bicolor är en tvåvingeart som beskrevs av Beschovski 1994. Chamaemyia bicolor ingår i släktet Chamaemyia och familjen markflugor.
Artens utbredningsområde är Bulgarien. Inga underarter finns listade i Catalogue of Life.